# 徐學海 (1928年)
徐學海（1928年4月24日—），祖籍浙江省山陰縣，於廣東番禺出生。中華民國海軍中將，畢業於海軍官校正38年班（1949）從海軍少尉，畢業後隨著太平艦到海南島作戰。歷任上校艦長、少將艦隊長、海軍航海學校少將校長、兵器學校少將校長、海軍艦指部少將參謀長、海軍艦隊訓練指揮部中將指揮官等職。1982年元旦晉昇海軍中將，1984年8月1日自軍職退役。